# Jean-Jacques Démafouth
Jean-Jacques Démafouth (ur. 3 października 1959 w Bangi), środkowoafrykański polityk i przywódca wojskowy. Minister obrony w latach 1999-2001. Lider Ludowej Armii na rzecz Odbudowy Demokracji (APRD) od 2008.

## Życiorys
Jean-Jacques Démafouth urodził się w 1959 w Bangi jako piąty z 17 dzieci. Jego ojciec Albert Démafouth walczył w szeregach armii francuskiej w czasie II wojny światowej. Ukończył szkołę średnią Collège de Sibut, Collège de Berberati oraz Lycèe Barthélemy Boganda w Bangi.
W wieku 20 lat zaangażował się w działalność polityczną. W 1979 wstąpił do powstałego Ruchu na rzecz Wyzwolenia Ludu Środkowoafrykańskiego (Mouvement pour la Libération du Peuple Centrafricain, MLPC) na czele z Ange-Félixem Patassé, ugrupowania politycznego działającego w podziemiu aż do 1991.
W latach 1985–1991 przebywał na uchodźstwie we Francji, gdzie działał w strukturach Stowarzyszenia Obrony Praw Człowieka i Ochrony Uchodźców. Był członkiem sekcji francuskiej Międzynarodowej Federacji Praw Człowieka.
W 1993, po wyborze na Ange-Félixa Patassé na prezydenta Republiki Środkowoafrykańskiej, powrócił do kraju. Od 1993 do 1996 pełnił funkcję doradcy prawnego przy Prezydencie Republiki. W latach 1996–1999 był osobistym doradcą prezydenta. Natomiast od listopada 1999 do sierpnia 2001 zajmował stanowisko ministra obrony. W 1995 na kongresie MLPC został wybrany przewodniczącym partyjnej Komisji Kontroli i Arbitrażu.
W sierpniu 2001 został oskarżony przez prezydenta Patassé o udział w próbie zamachu stanu. Został aresztowany, jednak w październiku 2002 jako jeden z 49 osób został uniewinniony przez sąd z braku dowodów. Po zwolnieniu wyjechał do Francji, w której przebywał do grudnia 2008.
Jako kandydat niezależny postanowił wziąć udział w wyborach prezydenckich 13 marca 2005. W grudniu 2004 sąd konstytucyjny odrzucił jednak jego kandydaturę z powodu różnicy w dacie urodzenia widniejącej w akcie urodzenia a tej ze zgłoszenia kandydatury. Ostatecznie został jednak dopuszczony do udziału w wyborach, zdobywając w nich 1,27% głosów poparcia.
W marcu 2008 został wybrany liderem Ludowej Armii na rzecz Odbudowy Demokracji (APRD), ugrupowania walczącego przeciw rządom prezydenta François Bozizé. Zadeklarował wolę zaangażowania się w proces pokojowy. 9 maja 2008 APRD pod jego przywództwem zawarła zawieszenie broni, które zakładało natychmiastowe wstrzymanie walk, powszechną amnestię dla bojowników, zwolnienie już zatrzymanych oraz rozpoczęcie procesu ich integracji z armią. 20 grudnia 2008 podpisał w imieniu APRD porozumienie pokojowe kończące walki grup partyzanckich z administracją prezydenta Bozizé, tzw. Całkowity Dialog Polityczny (Inclusive Political Dialogue, IPD). Porozumienie przewidywało utworzenie rządu jedności narodowej, który miał sprawować władzę do czasu organizacji demokratycznych wyborów w 2010.
Jean-Jacques Démafouth zadeklarował zamiar startu w wyborach prezydenckich planowanych na październik 2010.
Jest żonaty z Danièle Démafouth, z zawodu profesor prawa na Uniwersytecie w Bangi i adwokat. Ma troje dzieci.